# 班迪德峰
班迪德峰（英語：Banded Peak），是南極洲的山峰，位於阿蒙森海岸，處於費爾韋瑟山東北面6公里，屬於鄧肯山脈的一部分，海拔高度1,400米，由新西蘭探險隊命名，現時由南極條約體系管理。